# Guánica
Guánica és un municipi de Puerto Rico situat a la costa sud-oest de l'illa, també conegut amb el nom de Pueblo de la Amistad, El Pueblo de las Doce Calles, Los Jueyeros i Puerta de la Cultura. És un dels 78 municipis de Puerto Rico. Limita al sud amb el mar Carib, a l'est amb el municipi de Yauco, a l'oest amb Lajas i al nord amb Sabana Grande.

## Història

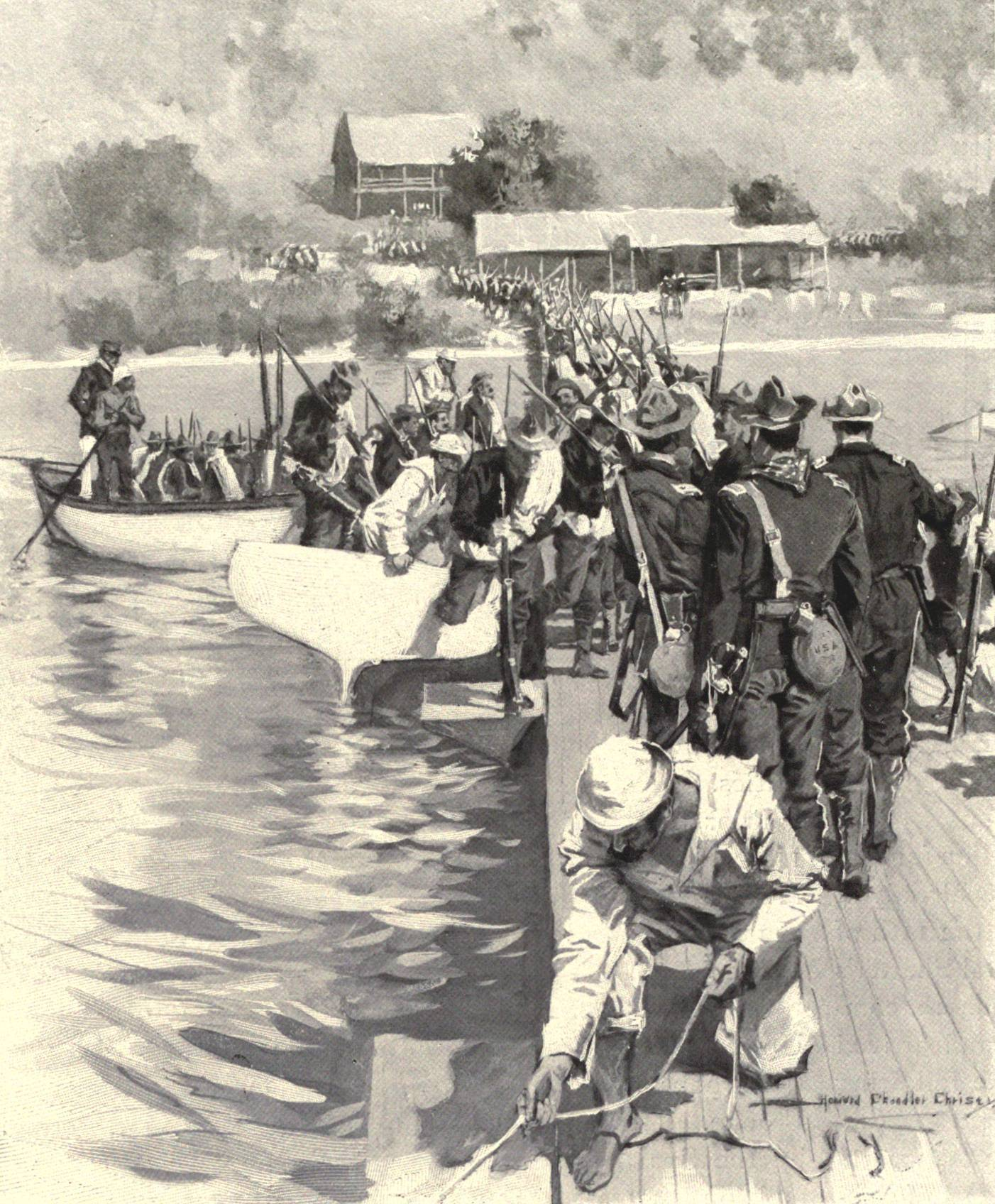
Tropes nord-americanes desembarquen a Guánica el 1898 (Howard Chandler Christy)

El 12 d'agost de l'any 1508, Juan Ponce de León va desembarcar a la platja de Guánica i va fundar el primer assentament, anomenat Guánica. Aquest assentament va ser la capital de l'illa fins que els indígenes la van destruir l'any 1511.
Després de la seva refundació, Guánica va formar part del municipi de Yauco fins al 13 de març de l'any 1914, quan va constituir un municipi propi.
El 25 de juliol de l'any 1898, els soldats nord-americans sota el comandament del general Nelson Miles, van desembarcar a les costes de Guánica durant la guerra entre Espanya i els EUA a Puerto Rico (Guerra hispano-estatunidenca), aquesta campanya va donar la possessió de l'illa als Estats Units.

## Llocs d'interès
- Bosc Sec de Guánica
- Casa Alcaldía
- Central Guánica
- El Guayacán Centenario
- El Antiguo Faro
- Fuerte Caprón
- Haciendas Santa Rita e Igualdad
- Cayo Aurora, Cayos de Caña Gorda ("Isla de Guilligan")
- La Piedra
- Malecón
- Monumento a Juan Ponce de León
- Museu de Guánica
- Plaça Manuel Jiménez
- Pong Hamaca
- Platges Santa, Manglillo, Ballenas, Tamarindo, La Jungla, Jaboncillo
- Coves a prop de platja Tamarindo

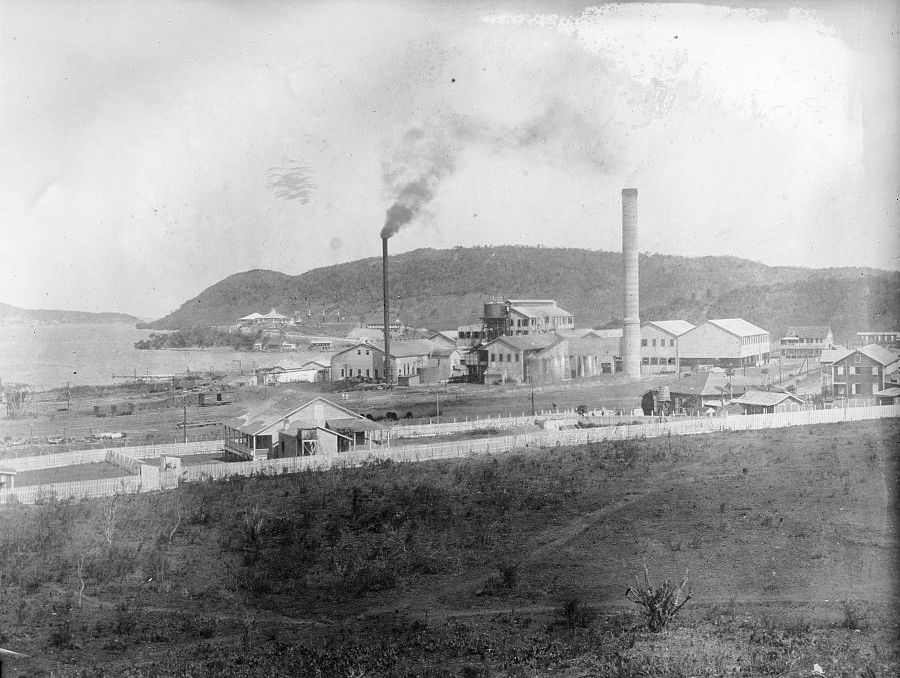
Central Guánica (c.1920), fàbrica de sucre oberta fins al 1982
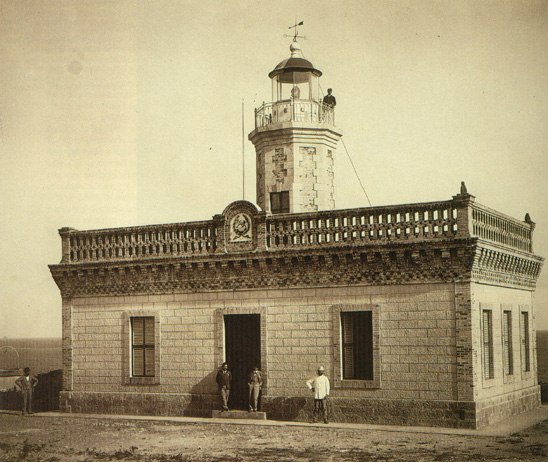
Històric Far de Guánica (1893-1950)

## Barris
El municipi de Guánica consta de 8 barris:
- Arena
- Caño
- Carenero
- Ciénaga
- Ensenada
- Guánica Pueblo
- Montalva i
- Susúa Baja

## Col·legis, escoles i Universitats
Escoles elementals: Elsa E. Couto Annoni, Olga E. Colón Torres, María del Rosario Cruz Claudio, José Rodríguez de Soto, Magueyes, Luis Muñoz Rivera, Ceferino Colón Lucca, María Luisa McDougall, Colegio Beata Imelda.
Escoles superiors: Agripina Seda, Teresita Nazario, Aurea E. Quiles Claudio.